# Gerald Balfour (2e comte de Balfour)
Gerald William Balfour, 2e comte de Balfour (9 avril 1853 - 14 janvier 1945), connu sous le nom de Gerald Balfour, est un homme politique conservateur britannique devenu pair à la mort de son frère, l'ancien Premier ministre Arthur Balfour, en 1930.

## Jeunesse et éducation
Il est le quatrième fils de James Maitland Balfour, de Whittingehame, Haddingtonshire, et de Blanche Cecil, fille de James Gascoyne-Cecil (2e marquis de Salisbury). Il a deux premiers ministres dans sa famille proche: Arthur Balfour, son frère aîné, et Lord Salisbury, son oncle. Il fait ses études au Collège d'Eton et au Trinity College de Cambridge, où il obtient les honneurs de première classe dans le Tripos classique.

## Carrière politique
Balfour est député conservateur de Leeds Central de 1885 à 1906. Pendant ce temps, il est membre de la Commission du travail et secrétaire particulier de son frère, Arthur Balfour, lorsqu'il est président du Local Government Board de 1885 à 1886. Il est Secrétaire en chef pour l'Irlande de 1895 à 1900, président du Board of Trade de 1900 à 1905 et président du Local Government Board en 1905. Il est admis au Conseil privé d'Irlande en 1895 et au Conseil privé du Royaume-Uni en 1905.
Après avoir perdu son siège à la Chambre des communes lors de la victoire libérale de 1906, il est président de la Commission sur l'administration des phares en 1908 et président du comité de Cambridge de la Commission des universités d'Oxford et de Cambridge. Il succède à son frère Arthur en tant que deuxième comte de Balfour en 1930, selon un reste spécial dans les lettres patentes. Il entre donc dans la noblesse britannique et reprend le siège héréditaire à la Chambre des lords que détenait son frère.

## Carrière académique
Au cours de son premier séjour aux Chambres du Parlement, il reçoit un LLD honorifique de l'Université de Cambridge et est membre de Trinity.
À partir de 1901, Balfour vit à Fisher's Hill House, une grande maison qu'il a fait construire par Edwin Lutyens à Hook Heath, Woking, Surrey, qui vit également dans le hameau rural en 1911, où se trouvait Alfred Lyttelton (Parti libéral unioniste), secrétaire d'État aux Colonies (1903–1905) qui s'est marié avec sa famille élargie et le duc de Sutherland.
Balfour s'intéresse à la parapsychologie. Il est président de la Society for Psychical Research (1906–1907).

## Mariage et enfants
Lord Balfour épouse Elizabeth Edith "Betty" Bulwer-Lytton, fille du 1er comte de Lytton, ancien vice-roi de l'Inde, en 1887. Ils ont six enfants:
- Eleanor Balfour
- Ruth Balfour (décédée le 30 août 1967)
- Mary Edith Balfour (décédée le 21 janvier 1894)
- Eve Balfour (16 juillet 1898 - 1990)
- Robert Balfour (3e comte de Balfour) (31 décembre 1902 - 28 novembre 1968)
- Kathleen Constance Blanche Balfour (1912 - 20 août 1996).

Une liaison avec la femme politique libérale galloise Winifred Coombe Tennant donne un autre enfant, Augustus Henry.
La comtesse de Balfour est décédée en 1942, à l'âge de 74 ans. Lord Balfour lui survit de trois ans et est décédé en janvier 1945, à l'âge de 91 ans, date à laquelle il est le dernier membre survivant de l'un des cabinets du Premier ministre Salisbury. Il est remplacé dans le comté par son fils unique Robert.